# 王家中
王家中（1965年—），臺灣足球教練、前男子足球運動員。退役後曾擔任中華臺北男子足球代表隊、中華台北奧運男子足球隊、中華台北U19足球代表隊、中華台北U16足球代表隊及中華台北14歲以下國家足球隊各級國家隊總教練。2019年4月起，執教於中國足球乙級聯賽山西信都足球俱樂部，也是第一位在中國職業足球聯賽執教的臺灣人，現時擔任中冠聯賽廣州聯澳體會足球俱樂部顧問。

## 生平
王家中出生於東帝汶，父親是廣東人，母親是東帝汶人，後隨父母移居臺灣。他高中就讀於西湖商工時，在中華隊國腳李富財的指導下開始踢足球。一年後，西湖商工足球隊解散，於是他轉至高雄縣立德商工繼續踢球。
他於1988年飛赴倫敦參與英格蘭甲組球隊水晶宮足球俱樂部及溫布頓足球俱樂部的訓練。1996年轉赴香港，先効力香港甲組足球聯賽業餘球隊港會，在1996年3月21日上陣出戰好易通，成為第一位在香港甲組足球聯賽亮相的台灣球員。1996/97年度球季加盟東方，後備上陣4場比賽，也曾效力於標準流浪預備組。及後又曾試訓韓國職業隊全南，最終未果才回到臺灣。
此後曾執教於台北縣的自強國小足球隊，並持續訓練到小球員升上清水中學，且帶領他們贏得全國城市杯14歲組冠軍。另外，他還擔任過中華U14及U16男足教練，以及率領Inter Taipei FC、勇士隊踢進Yamaha Cup全國決賽。
2018年10月，他領軍中華U19男足出戰亞足聯U-19錦標賽，三戰盡負，共輸15球。同年11月，他接替離任的中華男足總教練蓋瑞·懷特，率隊出戰東亞杯第二輪，取得1勝2敗，無緣晉級東亞杯。同年12月，中華民國足球協會選訓委員會遴選新一任總教練，他是唯一一位在名單裡的台灣本土教練，不過最後由英國籍教練路易斯·蘭卡斯特出任新一任中華男足總教練。
2019年4月，他獲中國足球乙級聯賽山西信都延攬，成為第一位在中國職業足球聯賽執教的臺灣人。
2020年2月，他接替因戰績解約的路易斯·蘭卡斯特而出任中華男足總教練，並率隊完成2022年世足資格賽亞洲第二輪餘下賽事。同年7月開始兼任通捷足球俱樂部總教練，領軍競逐台灣乙級足球聯賽，同月25日轉兼任台灣企業甲級足球聯賽台中Futuro總教練。
2023年7月，香港超級聯賽球隊標準流浪宣佈委任他擔任總教練，至同年11月王家中領軍標準流浪以0比3大敗於東方，香港媒體香港01引述時任標準流浪領隊李輝立稱：「他自己看着辦，留下來我們也不會讓他當教練，可能幕後做顧問。」、「教練部署很差，沒太多心思，失三球也找不到原因，無開會也無寫報告。」對王家中執教大為不滿，也稱執教期間教練、球員失和，球員不滿教練，王家中則反問該「問一問港隊教練教了他們什麼」，不久後王家中轉任標準流浪技術總監。
2025年3月，他擔任中冠聯賽廣州聯總教練。5月，轉任廣州聯球隊顧問。